# بوبا العربية للتأمين التعاوني
بوبا العربية للتأمين التعاوني هي شركة تأمين مساهمة سعودية، تأسست في الأول من مايو عام 2008، يبلغ رأس مال الشركة أربعمئة مليون ريال سعودي، يتمثل نشاط شركة بوبا العربية للتأمين التعاوني في تقديم كافة خدمات التأمين الطبي، حيث بدأت أولى نشاطها منذ عام 1997 من خلال الشراكة بين مجموعة بوبا العالمية ومجموعة ناظر.